# Premsateles

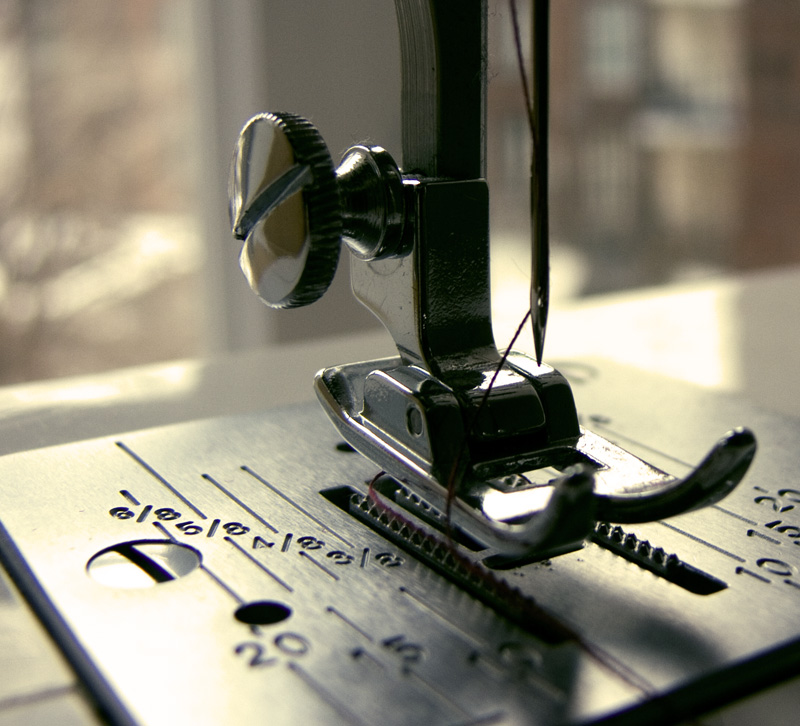
Un premsateles de màquina de cosir.

Una pota premsateles o simplement premsateles és un element adjunt que s'utilitza amb les màquines de cosir per mantenir la tela plana quan s'alimenta a través de la màquina i es cus. Les màquines de cosir tenen dents d'arrossegament a la part baixa de la màquina per proporcionar tracció i moure la tela, que s'alimenta a través de la màquina, mentre el confeccionista proporciona suport addicional per a la tela, guiant-la amb una mà. Un premsateles manté plana de la tela perquè no pugi i baixi amb l'agulla i l'arruga quan es cus. Quan s'han de cosir peces de treball especialment gruixudes, com ara edredons, s'utilitza sovint un accessori especial, denominat peu mòbil, en lloc d'un peu premsateles.
Els premsateles estan típicament articulats amb frontisses per proporcionar una certa flexibilitat quan la peça de treball es mou per sota seu. Els premsateles tenen dos dits dels peus, una per a subjectar el teixit cap avall a cada costat de l'agulla.

## Tipus de premsateles

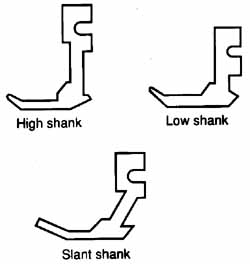
Un diagrama dels tres tipus principals de premsateles: el peu de canya alta, el peu de canya baixa, i el peu de canya inclinada, utilitzats en les màquines de cosir domèstiques

Les potes premsateles més utilitzades són la "pota per a tot ús" i la "pota per a cremalleres", que venen típicament de sèrie amb les màquines domèstiques. Diferents fabricants han produït màquines amb un d'aquests tres premsateles: de canya baixa, canya alta o canya inclinada. Aquests tipus de canya signifiquen que les potes premsateles estan dissenyats amb només un dels tres tipus de canya al cap, i no es poden utilitzar en màquines amb un disseny de canya diferent.
Al mercat es poden trobar diversos premsateles separats que estan dissenyats per a usos especialitzats. Aquests inclouen els següents:
- Pota de vores
- Pota de traus
- Pota de sargir
- Pota de ranura
- Pota de vora estreta
- Pota de punta oberta
- Pota de sobrefilar
- Pota de viu
- Pota de puntada de setí o peu de puntada decorativa
- Pota de puntada recta
- Pota de cremallera